# 拟腹盘属
拟腹盘属（学名：Gastrodiscoides）为腹盘科的一个属。

## 下属物种
本属包括以下物种：
- 人拟腹盘吸虫 Gastrodiscoides hominis (Lewis et McConnell, 1876) Leiper, 1913